# Лимаче (станция метро)
«Лимаче» (исп. Limache) — станция метрополитена Вальпараисо(Чили). Является конечной станцией единственной линии.
Открыта 23 ноября 2005 года в составе первого пускового участка метро «Пуэрто» — «Лимаче».